# 46-я отдельная аэромобильная бригада
46-я отдельная аэромобильная бригада (укр. 46-та окрема аеромобільна бригада) — воинское соединение, входящее в состав Десантно-штурмовых войск Вооружённых сил Украины.

## История формирования

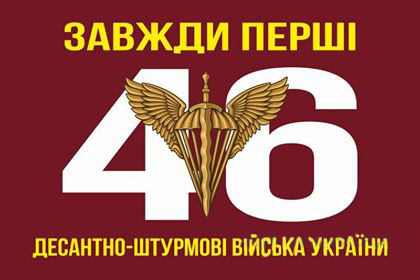
Флаг 46-й отдельной аэромобильной бригады
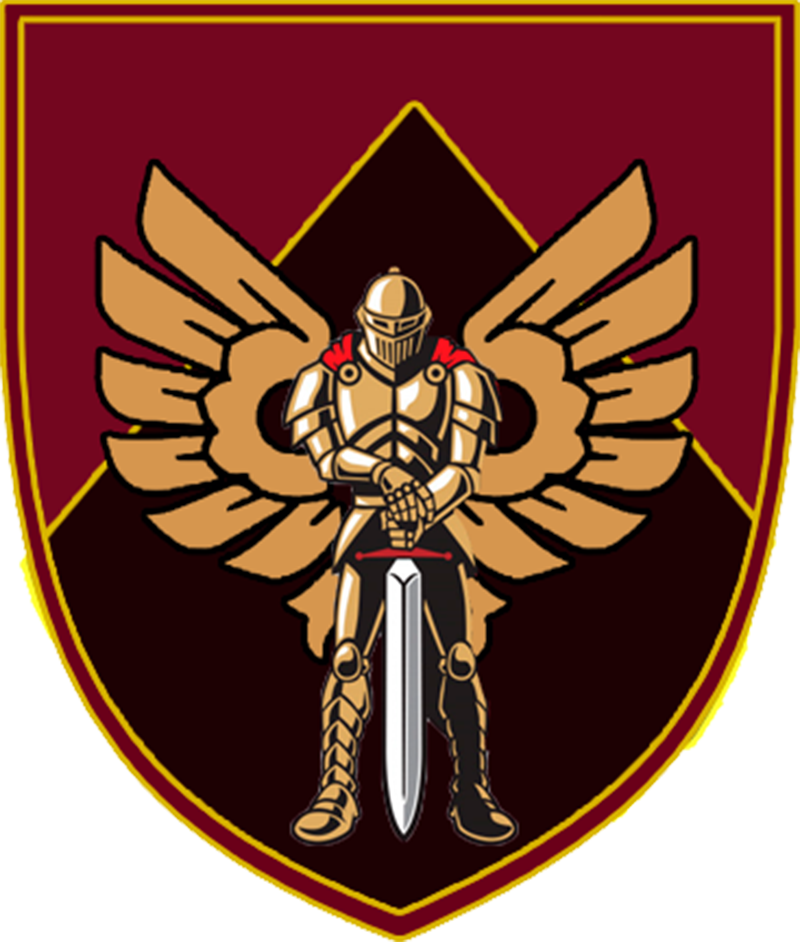
Вариант эмблемы 46-й отдельной аэромобильной бригады

Формирование бригады началось в 2016 году. 27 декабря того же года ожидалось прибытие новосозданной бригады на обучение в район н.п. Новоселидовка. Планировалось, что в ходе учений, новая бригада пройдёт боевое слаживание. По окончании учений 3-4 января 2017 года, 46-я отдельная десантно-штурмовая бригада должна была заменить на передовой 128-ю горно-пехотную бригаду, которая, соответственно, переводилась в резерв.

## Российско-украинская война
В январе 2017 года бригада заняла позиции в районе Донецкого аэропорта и Марьинки.
В феврале-марте 2020 года занимала позиции в Станично-Луганском районе Луганской области.
По состоянию на 1 марта 2020 года 46-я отдельная десантно-штурмовая бригада потеряла погибшими 2 человека.
По состоянию на январь 2023 года 46-я отдельная десантно-штурмовая бригада принимала активное участие в боях за Соледар.

## Структура

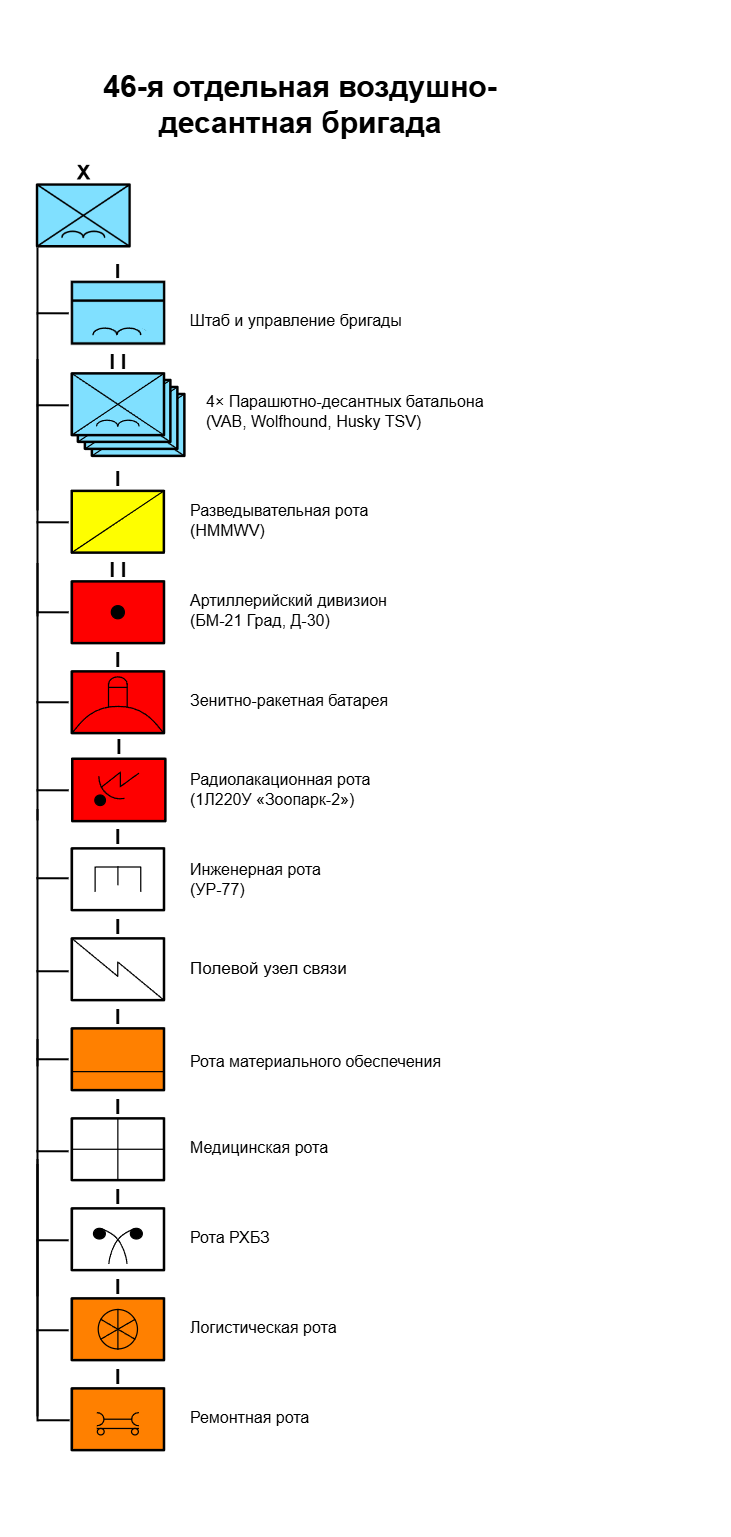
Структура 46-й отдельной воздушно-десантной бригады ДШВ Украины на 2024 год

## Техника, вооружение и снаряжение
Стрелковое оружие:

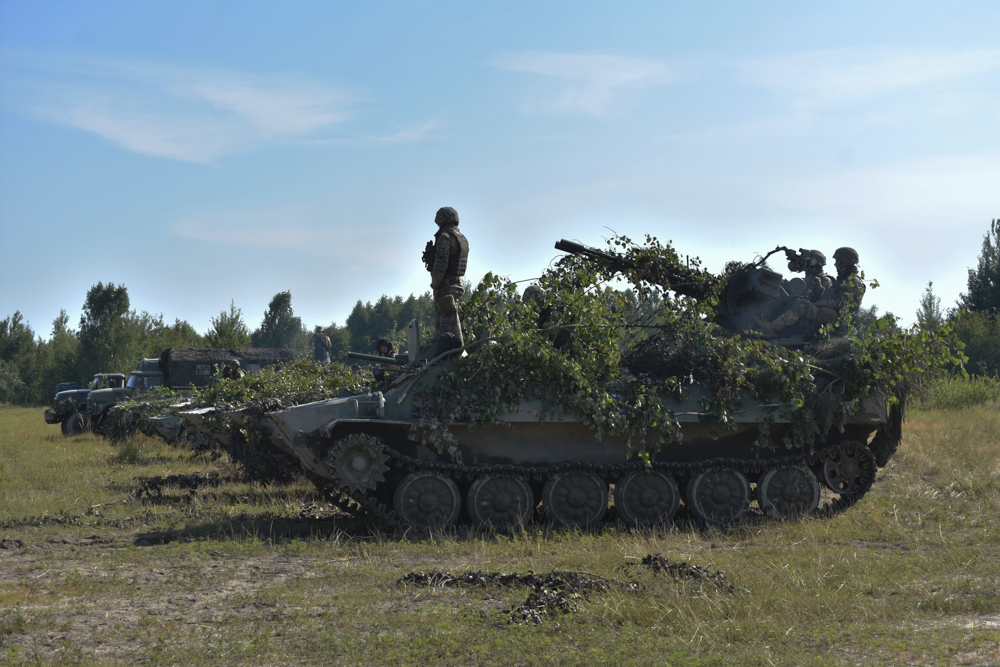
46-я отдельная десантно-штурмовая бригада во время учений в 2019 году

- Пистолеты ПМ; автоматы АКС-74, АКМС; снайперские винтовки СВД, крупнокалиберные снайперские винтовки ДШКМ-ТК.[6]
- Пулемёты: РПКС-74, ПКМ.
- Гранатомёты: ГП-25, РПГ-7Д, РПГ-18, СПГ-9.

Бронетехника и автотранспорт
- На вооружении бригады стоят бронетранспортёры БТР-3ДА,[6] модернизированные БТР-70,[6] а также боевые машины пехоты БМП-1.[6]
- Танковая рота на Т-80БВ.[6]
- Транспортное обеспечение – автомобили Урал-4320, ЗИЛ-131, ГАЗ-66, УАЗ-3151, УАЗ-3962.[6]